# 日下駅
日下駅（くさかえき）は、高知県高岡郡日高村本郷にある、四国旅客鉄道（JR四国）土讃線の駅である。駅番号はK09。

## 歴史
- 1924年（大正13年）
  - 3月30日：鉄道省高知線（現・土讃線の一部）が須崎駅から延伸すると共に開設[2]。当初は終着駅であった。
  - 11月15日：高知線が高知駅まで延伸。途中駅となる。
- 1948年（昭和23年）：木造駅舎が完成[3]。
- 1960年（昭和35年）6月28日：車扱貨物取扱廃止[2]。
- 1969年（昭和44年）10月1日：配達取扱廃止[2]。
- 1970年（昭和45年）
  - 6月1日：小口扱い貨物取扱廃止[2]。
  - 10月1日：無人駅化[4]（簡易委託駅化[5]）。同時に手荷物取扱を廃止し小荷物取扱を到着小荷物（特別扱新聞紙に限る。）に限定[2][6]。
- 1987年（昭和62年）4月1日：国鉄分割民営化により、JR四国に継承される[2]。
- 2022年（令和4年）10月1日：駅舎を日高村に譲渡[7]。
- 2023年（令和5年）5月：日高村が耐震工事に着手[3]。
- 2024年（令和6年）3月8日：駅舎の耐震工事が完了[3]、観光案内スペースを設置するなどリニューアル[3]。

## 駅構造
相対式ホーム2面2線を有し交換設備を備えた地上駅。木造駅舎は関所をイメージしている。
無人駅。かつては駅前の商店で近距離乗車券を販売する、簡易委託駅であった。
駅前後の分岐器はスプリングポイントで、8番両開き（制限速度35 km/h）である。 

### のりば
| のりば | 路線    | 方向 | 行先               |
| ------ | ------- | ---- | ------------------ |
| 1      | ■土讃線 | 上り | 高知・土佐山田方面 |
| 2      | ■土讃線 | 下り | 須崎・窪川方面     |

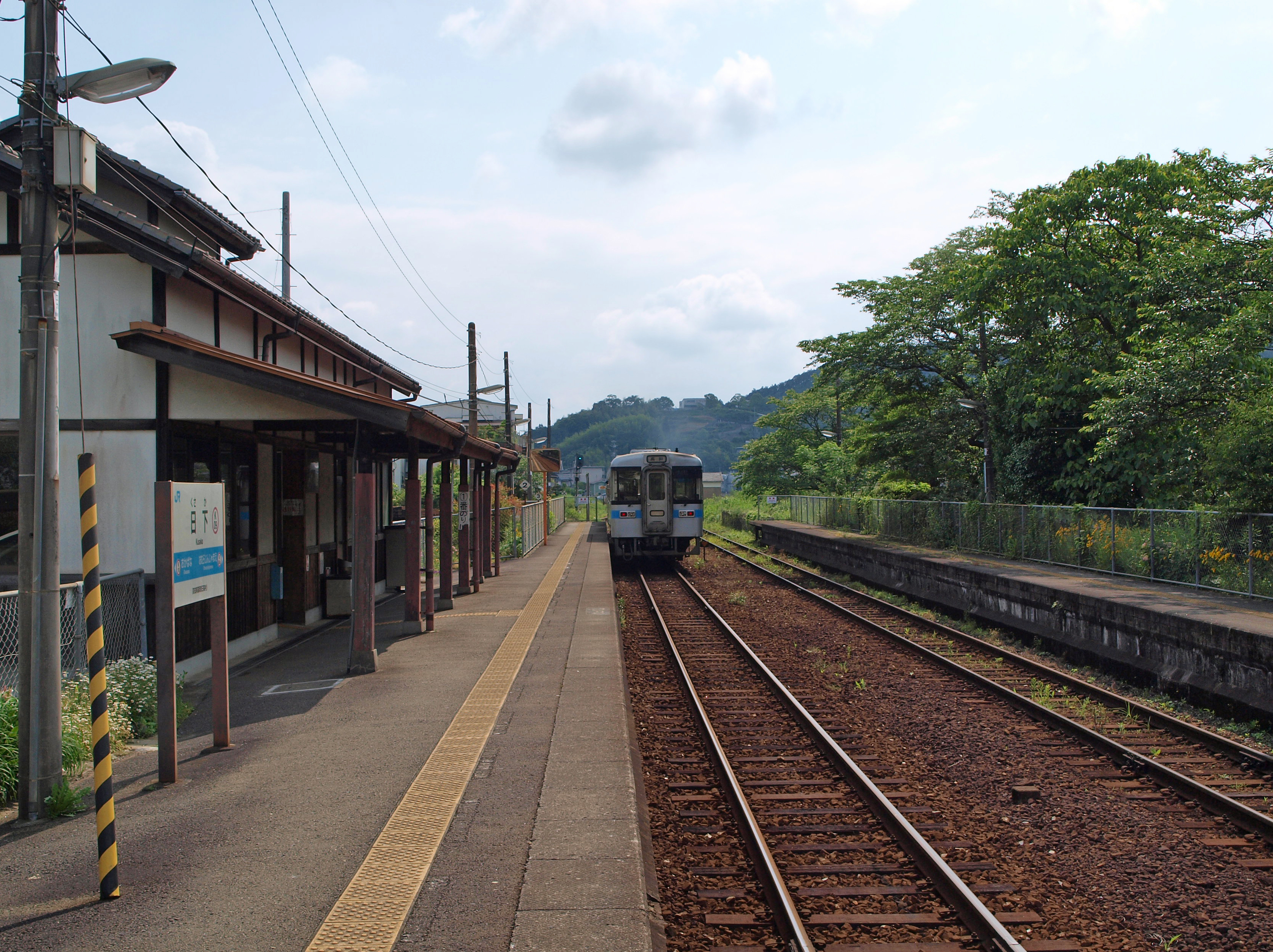
ホーム（2010年5月）

## 駅周辺
- 日高村役場
- 日高郵便局
- 高知県農業協同組合（JA高知県）日高支所
- 日高村立日下小学校
- 芋屋金次郎 日高本店[9] - 芋けんぴ製造・販売業

## 隣の駅
四国旅客鉄道（JR四国）
■土讃線
■普通
小村神社前駅 (K08-1) - 日下駅 (K09) - 岡花駅 (K10)